# ネマニャ・トミッチ
ネマニャ・トミッチ（セルビア語: Немања Томић、英語: Nemanja Tomić、1988年1月21日 - ）は、ユーゴスラビア（現・セルビア）出身の元サッカー選手。ポジションはミッドフィールダー。

## 経歴

### クラブ
1997年にセルビアのFKラドニチュキ1923のユースチームでキャリアをスタートさせた。2004年に16歳でデビューを果たしクラブの最年少出場記録を更新した。2006年にパルチザン・ベオグラードのリザーブチームであるFKテレオプティクへ移籍した。2009年1月20日、パルチザン・ベオグラードに5年契約で移籍した。

### 代表
セルビア代表としてUEFA U-21欧州選手権2009に出場し、2010年4月7日には、A代表として親善試合の日本代表戦で代表初キャップを記録。デビュー戦でゴールも記録した。

## タイトル
クラブ
パルチザン・ベオグラード
- セルビア・スーペルリーガ 2009-10